# Ace Ventura Jr: Detektiv
 For alternative betydninger, se Ace Ventura. (Se også artikler, som begynder med Ace Ventura)
Ace Ventura Jr: Detektiv (originaltitel: Ace Ventura Jr: Pet Detective) er en amerikansk komediefilm fra 2009 instrueret af David M. Evans.

## Eksterne Henvisninger
- Ace Ventura Jr: Detektiv på Internet Movie Database (engelsk)
- Ace Ventura Jr: Detektiv på Filmdatabasen
- Ace Ventura Jr: Detektiv på AlloCiné (fransk)
- Ace Ventura Jr: Detektiv på AllMovie (engelsk)
- Ace Ventura Jr: Detektiv på Turner Classic Movies (engelsk)
- Ace Ventura Jr: Detektiv på The Movie Database (engelsk)
- Ace Ventura Jr: Detektiv på Rotten Tomatoes (engelsk)
- Ace Ventura Jr: Detektiv på Filmaffinity (engelsk)
- Ace Ventura Jr: Detektiv på Netflix (engelsk)